# Берлинска опсерваторија
52° 30′ 14″ N 13° 23′ 39″ E / 52.50389° С; 13.39417° И
Берлинска опсерваторија представља низ опсерваторија и сродних организација у и око града Берлина у Немачкој. Своје порекло води од 1700. када је Готфрид Лајбниц иницирао оснивање Бранденбуршког научног друштва које ће касније постати Пруска академија наука. Зграду је пројектовао познати архитекта Карл Фридрих Шинкел, а са радом је почела 1835. Иако је првобитна опсерваторија изграђена на периферији тадашњег Берлина, током времена град је почео да се шири, тако да се после два века опсерваторија нашла у његовом средишњем делу због чега су посматрања постала отежана. Главна опсерваторија је због тога 1913. премештена у Бабелсберг, док је Берлину остало четири објеката. Од 1992. је под управом Института за астрофизику у Потсдаму.

## Историјат
Дана 11. јула 1700. на иницијативу Фридриха I од Пруске у Берлину су формално су основане опсерваторија и академија наука. Берлин је тако добио институцију какву су већ имали Лондон, Париз и Рим. Први директор опсерваторије је био Готфрид Кирх. У почетку Пруска академија наука, није имала своју опсерваторију, па је Кирх посматрања вршио по разним приватним опсерваторијама. У раду су му помагали жена Марија Маргарета (која је 1702 открила комету) и син Христфрид.

### Стара опсерваторија
Првобитна зграда опсеравторије била је у једној берлинској ергели, која је за потребе академије више пута проширивана. 15. јануара 1711 Бранденбуршко научно друштво је одржало свој први састанак у кули нове зграде, а четири дана касније, 19. јануара 1711, одржан је први формални састанак чланова друштва, на којој је им опсерваторија званично предата на употребу. 
Од 1774 опсеравторија је издавала Berliner Astronomisches Jahrbuch, најдуготрајнији алманах, који је излазио све до 1959. и захваљујући коме је Берлинска опсерваторија постала извор информација од прворазредног значаја у Европи.Након Наполеонове окупације Берлина почетком XIX века, опсерваторија је бла приморана да се финансира искључиво од монопола на календарским прорачунима, а касније и од добротворних прилога. 
Захваљујући утицају Александра фон Хумболта, опсерваторија је добила скупе инструменте, а тадашњи директор Јохан Франц Енке је успео да од пруског краља издејсвтује изградњу нове опсерваторије, која би се налазила на крају града.Услов је био да опсерваторија буде доступна јавности две вечери у току недеље. Нови инструмент је био 9-инчни рефрактор, највећи који је могао да се набави у то време. 

### Нова опсерваторија
Изградња нове зграде опсерваторије је почела октобра 1832, по пројекту архитекте Карла Шинкела, а завршена је три године касније. Двоспратна зграда је у архитектонском смислу представљала је везу између модерног и античког. Темељи саме били су одвојени од осталих објеката, како би се избегло преношење вибрација, а под куполом се налазила библиотека.
Прва посматрања су спроведена у мају 1835, иако је зграда у потпуности завршена тек крајем исте године. 1837. Енке је открио празнину унутар Сатурнових прстенова које су назване по њему, а од 1838-1840. његов помоћник Јохан Готфрид Гале је открио још један прстен Сатурна као и три нове комете. 23. септембра 1846. Гале је уз помоћ Хајнриха Дареа, открио планету Нептун, на основу прорачуна које му је послао француз Ирбен Леверије. Открићем Нептуна, Берлинска опсерваторија је стекла светску славу.
Крајем XIX века брз раст Берлина довео је до тога да опсерваторија која је некада била на ивици града, сада у потпуности буде окружена зградама, па у њој више није било могуће да се бавити се посматрачким активностима. Средином 1890. тадашњи директор Вилхелм Ферстер је предложио изградњу нове опсерваторије ван градског подручја. За локацију је изабран Минхеберг, али је та зграда срушена већ 1912.

### Опсерваторија у Бабелсбергу
Године 1913. Берлинска опсерваторија је добила нови дом – у потсдамском дистрикту Бабелсберг. Први од нових инструмената стигао је у пролеће 1914. То је био рефрактор пречника објектива 65 центиметара. 1924. опсерваторија је добила рефлектор пречника 120 центиметара, што је у то време био други по величини телескоп на свету и највећи у Европи. После Другог светског рата рефлектор је демонтирана и послат у Совјетски Савез као ратна одштета, a сличну судбину имали су и други посматрачки инструменти.2002. опсерваторија је добила нову куполу.